# Södervidinge kyrka
Södervidinge kyrka är en kyrkobyggnad i Södervidinge. Den är församlingskyrka i Kävlinge församling i Lunds stift.

## Kyrkobyggnaden
Nuvarande stenkyrka uppfördes 1870 enligt Edvard von Rothsteins ritningar på samma plats där en tidigare medeltida kyrka legat. Byggmästare var den uppskattade kyrkobyggmästaren Nils Andersson från Malmö som för sitt anbud 17 300 rdr även i sitt villkor fick den gamla kyrkan och klockstapeln. Tidigare kyrka hade blivit för liten och den nya kyrkan bedömdes vara mer ändamålsenlig.

## Inventarier
- Dopfunten av sandsten är från Höör och tillverkades under senare hälften av 1100-talet av Mårten stenmästare. På funten ligger ett svartmålat lock av ek och ett fat av mässing. Båda dessa tillverkades på 1500-talet.
- Läktarskranket med dess målade framställningar av Jesus och apostlarna tillverkades 1775 av Johan Cullman i Landskrona.
- Ursprunglig altaruppsats från 1746 är numera placerad mot långhusets norra vägg.

### Orgel
- 1881 byggde Anders Victor Lundahl, Malmö en orgel med 9 stämmor. Den blev invigd långfredagen 15 april 1881.
- Den nuvarande orgeln byggdes 1944 av A. Mårtenssons Orgelfabrik AB, Lund och är en pneumatisk orgel.

##### Disposition
| Huvudverk I   | Svällverk II    | Pedal          | Koppel   |
| Principal 8′  | Rörflöjt 8′     | Subbas 16′     | I/P      |
| Borduna 8′    | Salicional 8′   | Oktavbas 8'*   | II/P     |
| Oktava 4′     | Voix celeste 8′ | *transmitterad | II/I     |
| Täckflöjt 4′  | Fugara 4′       |                | II 16'/I |
| Mixtur 3 chor | Kvinta 2 2/3′   |                | II 4'/I  |
|               | Flautino 2′     |                | II 4'/P  |

Kombinationer som knappar under man I: Tutti, MF, FriKomb.1, Utlösare, Ped. växel
Trampor: T., MF., Fri Komb., Utlösare
Balanstrampa: Svällverk Man. II